# Информационный каскад
Информационный каскад (англ. informational cascade) — групповое поведение экономических агентов, которые принимают решения не только на основе собственной информации, но и учитывая наблюдаемое поведение других агентов.

## Модель информационного каскада
Модель информационного каскада подразумевает, что экономические агенты принимают решения последовательно один за другим. При этом каждый последующий наблюдает решения всех предыдущих агентов. В то же время он не знает их истинных предпочтений. Каскад возникнет с бо́льшей вероятностью, если в начале процесса принятия решений некоторое число агентов совершили одинаковое действие. Каскад сформируется, даже если агенты действовали исключительно на основе собственной частной информации и сочетание их действий является случайным.
Каскад может усилить действие экономического агента, который считается профессионалом (экспертом) в данной области, в связи с тем, что предполагается большее обладание им информации. Принятие одинаковых решений небольшой группой агентов приводит к формированию преобладающей тенденции, к которой начинают присоединяться остальные агенты, игнорируя собственную частную информацию. Все они считают, что «рынок» информирован больше, нежели они сами. Таким образом, информационный каскад приводит к стадному поведению на рынке. 
Теория информационного каскада не является частью бихевиористского подхода к анализу поведения, поскольку она строится на предпосылке о рациональности каждого экономического агента. Модель информационного каскада показывает, что в некоторых ситуациях стадное поведение может быть оптимальным. Объясняется это тем, что получение информации связано с издержками, а наблюдение поведения других экономических агентов является низко затратным способом ее получения.

## Информационные каскады на финансовых рынках
Информационный каскад позволяет описать стадное поведение на финансовом рынке. Его можно определить как стратегию, которая заключается в подражании поведению более опытных и авторитетных участников рынка или присоединении к господствующему на рынке тренду под воздействием ряда поведенческих факторов. К последним относится недооценка собственных аналитических способностей и переоценка аналитических возможностей других, чрезмерные опасения относительно нанесения вреда собственной репутации, переоценка достоверности и важности информации, которой располагают другие участники рынка, слабая информированность. Финансист Джордж Сорос отмечает, что стадность «выражает свойство массовых инвестиционных процессов, когда все ориентируются друг на друга и одновременно покупают и продают одни и те же активы».
На практике имитация поведения других экономических агентов не всегда является рациональным способом поведения, поскольку существует вероятность, что информационные каскады могут пойти в неверном направлении. В результате всеобщее убеждение экономических агентов будет ложным. В связи с этим цены на финансовые активы, которые являются отражением ожиданий и поведения экономических агентов, перестанут быть справедливыми, а сам рынок станет неэффективным. Базовая модель информационного каскада объясняет, почему цены на финансовые активы могут расти взрывообразно, а также быстро падать.